# Gymnocranius
Gymnocranius es un género de peces de la familia Lethrinidae, del orden Perciformes. Este género marino fue descrito por primera vez en 1870 por Carl Benjamin Klunzinger.
Es nativa del océano índico y pacífico.

## Especies
Especies reconocidas del género:
- Gymnocranius audleyi J. D. Ogilby, 1916
- Gymnocranius elongatus Senta, 1973
- Gymnocranius euanus (Günther, 1879)
- Gymnocranius frenatus Bleeker, 1873
- Gymnocranius grandoculis (Valenciennes, 1830)
- Gymnocranius griseus (Temminck & Schlegel, 1843)
- Gymnocranius microdon (Bleeker, 1851)
- Gymnocranius oblongus Borsa, Béarez & W. J. Chen, 2010

## Galería

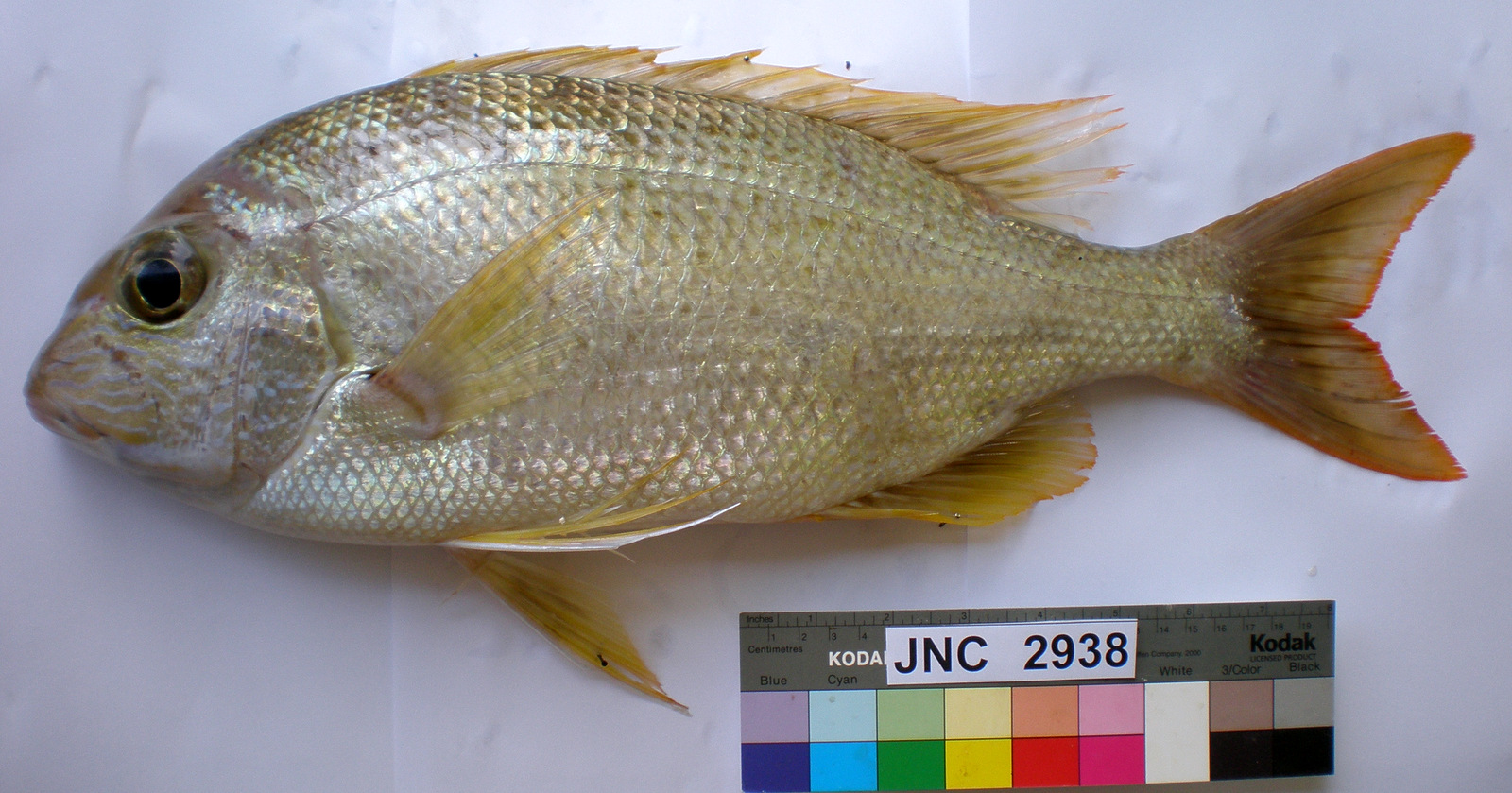
Gymnocranius grandoculis
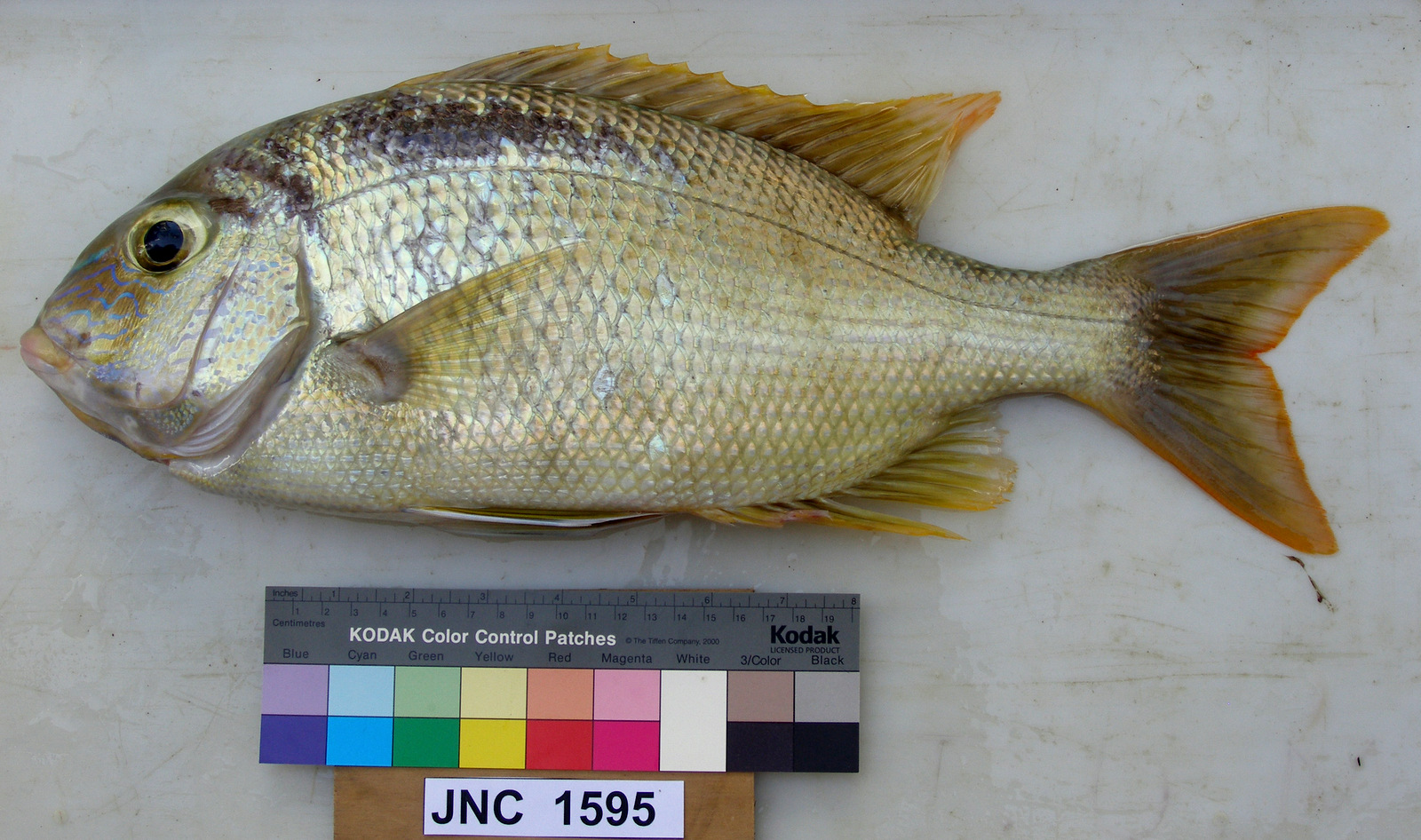
Gymnocranius oblongus
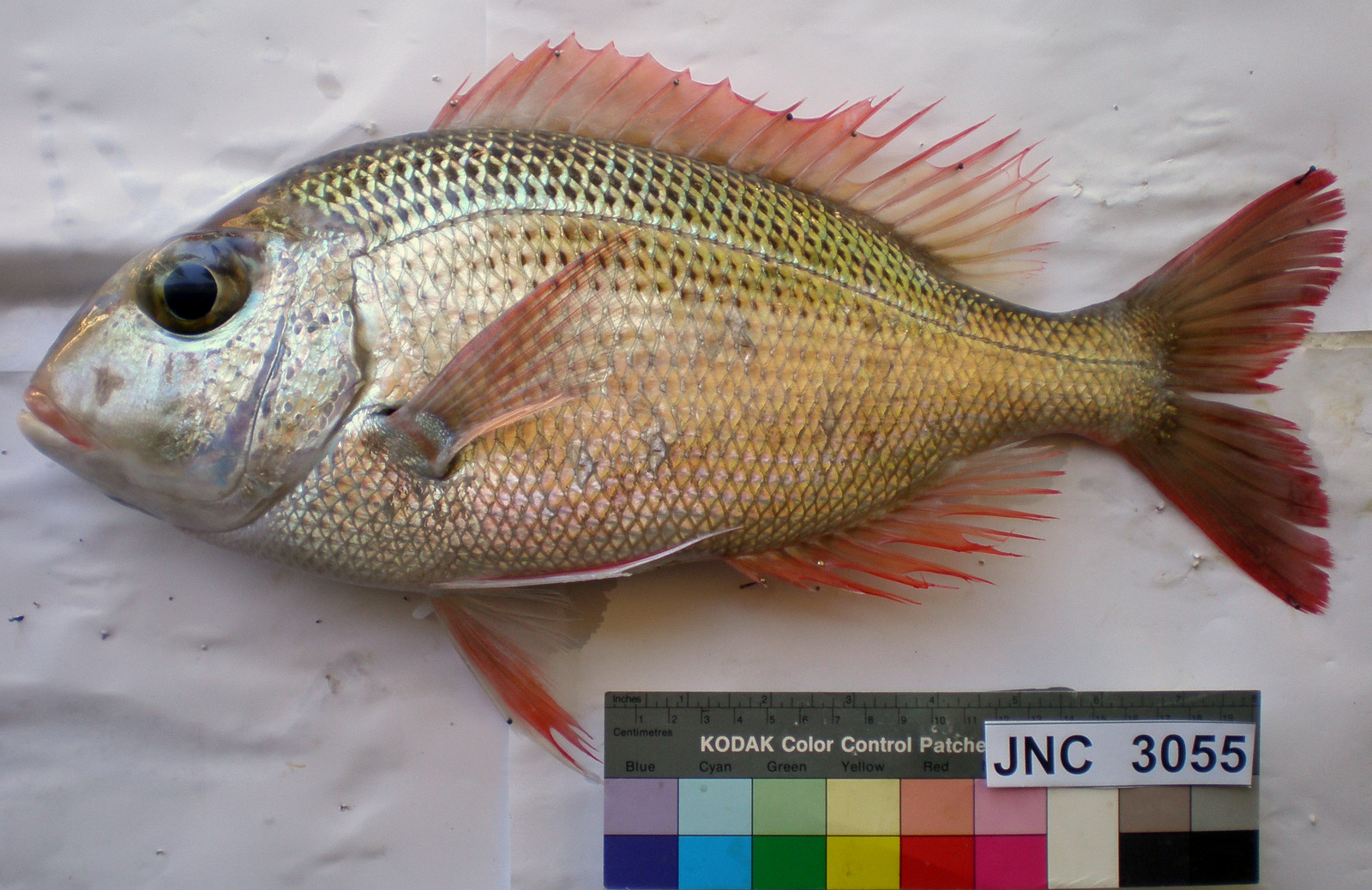
Gymnocranius satoi
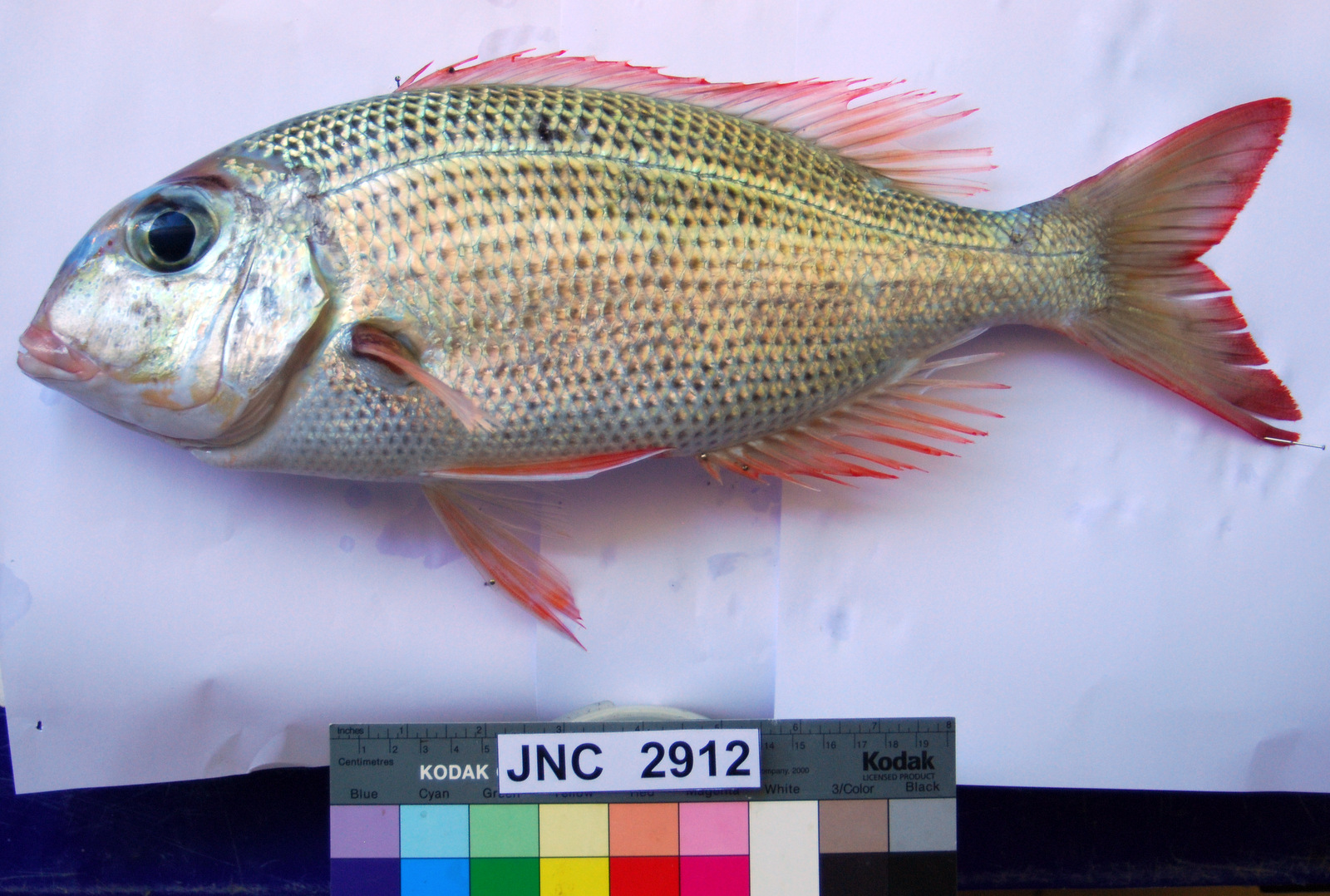
Gymnocranius superciliosus